# Ferrocarril Alcoy-Gandía
El ferrocarril Alcoy-Gandía fue un tren de vía estrecha que estuvo en funcionamiento desde 1893 hasta 1969 entre ambas localidades y vinculado al puerto del Grao de Gandía. También era conocido localmente como el tren de los ingleses, al ser la empresa constructora de capital británico.

## Historia

### Antecedentes del proyecto
A finales del siglo XIX las comarcas alicantinas del Condado de Cocentaina  y Hoya de Alcoy disponían de una industria muy próspera liderada por Alcoy, la ciudad pionera de la Revolución Industrial en la zona valenciana, llamada la Barcelona Alicantina. Pero su desarrollo se encontraba lastrado por su complicada orografía, tanto para dar salida a los productos manufacturados como para aprovisionarse de materias primas como el carbón para las máquinas de vapor. Necesitaban una salida al mar pero, tanto la comarca del Condado de Cocentaina como la Hoya de Alcoy, se encontraban aisladas por montañas. La vía de comunicación más directa hacia el mar implicaba seguir el trayecto del río Serpis que, tras su nacimiento en Alcoy, desemboca en el Grao de Gandía. Sin embargo, había un inconveniente: el estrecho desfiladero que se formaba entre Lorcha y Villalonga parecía insuperable.
Por otro lado, en las comarcas de la Safor, la Ribera y la Marina Alta, el auge exportador de productos agrícolas iniciado a mediados del siglo XIX, encontraba dificultades para su embarque por la falta de puertos capaces de albergar los nuevos barcos movidos a vapor de mayores tonelajes. Sólo Alicante y Valencia contaban con instalaciones portuarias mínimamente capaces, por lo que las producciones de las poblaciones intermedias o bien se veían obligadas a un coste adicional de transporte a puerto, o bien se cargaban desde las playas, en condiciones penosas y con un deterioro de la mercancía. En 1883 se estimaba que se embarcaron en la playa 30 000 toneladas de naranjas y hortalizas.
Ante esta situación José Rausell Rivas, alcalde de Gandía, y Sinibaldo Gutiérrez Mas, publicista y político liberal, solicitaron en 1883 al ingeniero Rafael Yagüe Buil Más la redacción del proyecto original del puerto. Recibieron autorización para construir un puerto artificial en la desembocadura del río Serpis, en el Grao de Gandía. El presupuesto de ejecución de las obras fue de 1 083 369,33 pesetas, mientras que el de conservación y explotación anual ascendía inicialmente a 29 000 pesetas.

### Proceso administrativo
El primer paso llegó el 19 de julio de 1886 con una Real Orden que autorizaba a construir y explotar un ferrocarril económico, de un metro de ancho, sin subvención del Estado, entre Alcoy y Gandía. Con un término máximo de 5 años y un presupuesto de 5 948 066,66 pesetas, la línea tenía que contar con estaciones en Alcoy, Cocentaina, Muro de Alcoy, Villalonga y Gandía. También tenía el requisito, para mejorar la comunicación de las comarcas del interior con los pueblos costeros, de añadir un ramal que llegara a Cullera, pero solo hasta la orilla derecha del Júcar para ahorrar el coste de otro puente. 
En el año 1887, la concesión de la línea pasó a manos de Donato Gómez Trevijano y Saturnino Ulargui Ochoa, asociados a José Rausell Rivas y Sinibaldo Gutiérrez Mas. No contaban con subvenciones del Estado, pero sí de los municipios por los que discurría. Al no encontrar ninguna empresa española que asumiera el proyecto, buscaron inversores en Reino Unido, donde Londres era el principal centro financiero mundial. Allí contactaron con un grupo de inversores, que vio el negocio que suponía una línea ferroviaria que importara del norte de Europa tanto carbón para la gran demanda de la industria alcoyana, como madera para las cajas de embalaje para las naranjas de la comarca de la Safor. El 3 de julio de 1889 los proyectos del ferrocarril y del puerto fueron trasferidos a John Cockburn Francis Lee, o la empresa que este formara, sin la obligación de construir el ramal a Cullera. Para la explotación de ambas concesiones se formó en Londres The Alcoy and Gandia Railway and Harbour Company Limited.

### Construcción de la línea
El proyecto tenía un coste total de 23 millones de pesetas de la época, de los cuales 16 millones correspondían al trazado de las vías e infraestructuras y el resto a las locomotoras, coches y vagones. Los trabajos de construcción de la línea, con una duración de poco más de dos años, fueron dirigidos por la empresa Lucien Ravel y Cía, supervisados por el ingeniero de la concesionaria Philip P. Ayres.
Se construyeron las estaciones en el Grao de Gandía, Gandía, Potríes, Villalonga, Lorcha, Beniarrés, Muro de Alcoy, Cocentaina y Alcoy, a las que posteriormente se añadieron los apeaderos de Almoines, Beniarjó y Gayanes. y mucho más tarde una parada en el Paseo de Germanías en Gandía. Los ingenieros se enfrentaron a un dificultoso trazado que incluía túneles, puentes, varios desmontes y obras de fábrica, sobre todo en el tramo entre Villalonga y Lorcha, donde el río Serpis forma un estrecho desfiladero.
Se proyectaron 8 túneles, todos ellos numerados desde Alcoy y con el dígito grabado en las piedras que coronan los arcos: el n.º 1 en el término de Cocentaina con 240 metros, el n.º 2 a la salida de la estación de Beniarrés con 250 metros, el n.º 4 a la salida de Lorcha con 110 metros, el n.º 5 o Mina de la Garrofera con 25 metros, pasada la fábrica del Infierno, el n.º 6 o Mina de Morú en el azud del mismo nombre con 35 metros, el n.º 7 o Mina de Onofre con 125 metros y el n.º 8 o Mina Larga o Fosca con 260 metros, el más largo de todos con tres salidas de humos. El número 3, que se construyó entre Beniarrés y Lorcha en terrenos inestables, se hundió matando a varios operarios, por lo que fue sustituido por un terraplén.
Se construyeron 12 puentes, 6 de ellos metálicos, destacando el que atravesaba el río Agres entre Muro de Alcoy y Gayanes. Contaba con 150 toneladas de peso y 132,65 metros de longitud, considerado como la obra más importante de la provincia de Alicante de la época. A lo largo de su recorrido se construyeron numerosas casetas junto a la vía del tren (conocidas como "casillas"), usadas por las brigadas de vía y obras como vivienda temporal y almacén de herramientas. Había dos brigadas encargadas del mantenimiento del ferrocarril en el tramo del Racó del Duc, una en Villalonga y la otra en Lorcha.
Por otro lado, la compañía consiguió, junto con la concesión del ferrocarril, la concesión para la construcción y explotación del puerto de Gandía, el único en todo el Estado español concedido a una compañía británica. Al Grao de Gandía llegaría el vapor "Palma" con más de 1000 toneladas de vías y otros materiales necesarios para la construcción de una primera línea para transportar la piedra de la pedrera de Bairén, necesaria para ampliar el puerto. Gandía ya contaba con comunicación ferroviaria mediante la línea de ferrocarril Carcagente-Gandía y su posterior ampliación a Denia (1864-1969).

### Primer material rodante
Entre 1890 y 1891 se fabricaron en Mánchester por Beyer & Peacock ocho locomotoras con 2270 milímetros de ancho por 8505 milímetros de largo y 25 653 kilos de peso cada una. Eran locomotoras con un eje guía, tres motrices y otro de apoyo (rodaje 1-3-1) con la caldera tarada a 7 atmósferas de presión. Fueron denomanadas con los nombres de algunas de las poblaciones por donde pasaría la línea: 1 "Gandía", 2 "Villalonga", 3 "Lorcha", 4 "Beniarrés", 5 "Gayanes", 6 "Muro", 7 "Cocentaina" y 8 "Alcoy".
También se adquirió una locomotora tipo 0-3-0, la número 9,  denominada "Almoines" fabricada por Manning-Wardle en 1890, con número de fábrica 1185. Esta máquina se vendió en 1920 a los Ferrocarriles de Villena a Alcoy y Yecla.
Los coches de pasajeros eran de madera, de 14 metros de largo y con una capacidad máxima de 40 personas, estaban considerados de los más modernos de la época y fueron fabricados en Birmingham. En 1892 llegó al puerto de Gandía el vapor "Golfer" con los primeros 89 vagones de mercancías. Ya estaba casi todo preparado para hacer el primer viaje de pruebas.

### El ferrocarril en servicio
El 16 de junio de 1892 llegó a Alcoy la primera locomotora procedente de Gandía. Al día siguiente el primer tren con vagones, aunque todavía en pruebas. La inauguración de la línea generó tanta expectación que, el 2 de noviembre de 1892, la sesión del pleno del Ayuntamiento de Alcoy acordó destinar 3 000 pesetas para celebrar la llegada del tren. Problemas burocráticos y retrasos en las obras del puente del azud de Villalonga retrasaron la inauguración hasta el 24 de enero de 1893, cuando el tren circuló desde Gandía hasta Alcoy. Numerosas personalidades de la época como el alcalde de Gandía, Francisco Romanguera, el diputado en Cortes José Canalejas, el capitán general de Valencia José Coello y el Arzobispo de Valencia Ciriaco María Sancha, salieron a las 13:00 horas desde la estación de Gandía. Todas las estaciones de su recorrido estaban adornadas y llenas de gente que acudieron a presenciar un hecho histórico. El tren, acompañado por las bandas de música en cada pueblo, llegó a Alcoy a las 16:00 horas. Con la bendición del ferrocarril por el arzobispo al día siguiente, se iniciaron los festejos, que duraron hasta el día 27. Los alcoyanos bautizaron popularmente aquel sistema de locomoción, moderno y rápido para la época, como el Tren dels anglesos (Tren de los ingleses) por la nacionalidad de la compañía.

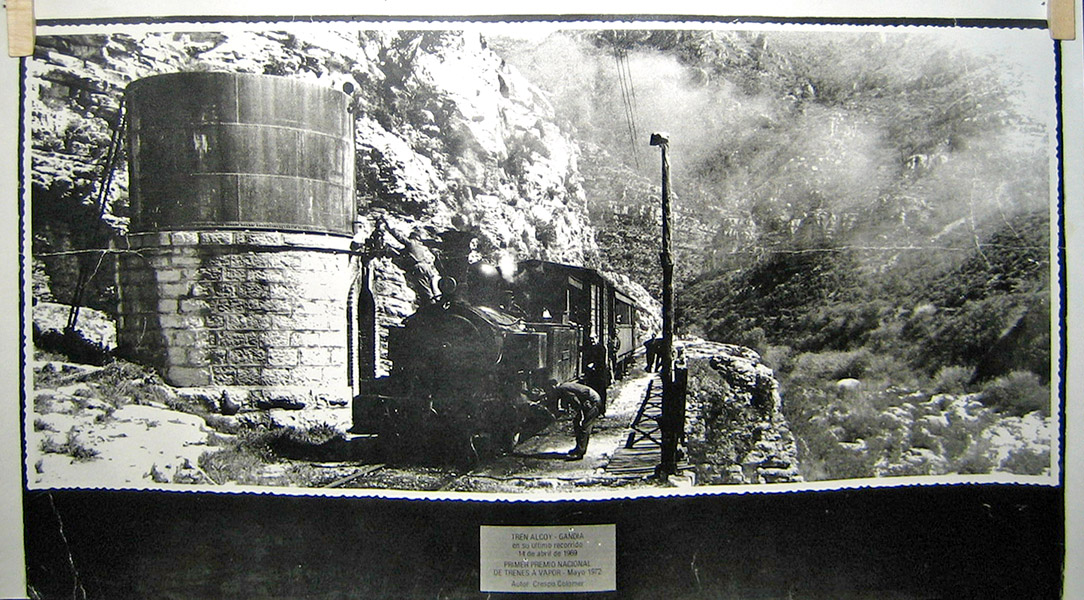
Último viaje en el depósito de agua del Barranco del Infierno.

En 1895 la línea contaba con 9 locomotoras, 84 vagones descubiertos, 15 vagones cubiertos, 30 vagones para pasajeros y 2 vagones para animales. En la posguerra se ampliaría el parque móvil con la adquisición de dos automotores de la línea Aznalcóllar-Guadalquivir, que no llegaron a circular. La longitud total de la línea era de 53 355 m, con un desnivel de 530 m entre Gandía y Alcoy.
A pesar de que en un principio la concesionaria quería dar prioridad al transporte de mercancías, pronto se dieron cuenta de la gran demanda del transporte de viajeros. Los trenes, generalmente mixtos, se componían de uno o más vagones de mercancías, con hasta tres coches de pasajeros y un furgón mixto 3.ª-correo. En aquella época, los pueblos no se encontraban bien comunicados, por lo que el tren fue durante muchos años de gran utilidad para la mayoría de las poblaciones por donde pasaba. En el caso de los pueblos del valle del Serpis en el Condado de Cocentaina, Beniarrés-Lorcha y la conexión de estos con Villalonga, el tren era el único medio de comunicación que había. 
En la primera década del siglo XX aumentó el transporte de mercancías, que pasó de 26 000 toneladas en 1901 hasta las 75 000 toneladas en 1913. El tren transportaba papel, cartón, aceite, vino, harina, tejidos, frutas y verduras, mientras que del norte de Europa se importaba carbón, madera, pescado y tabaco. Desde el puerto de Gandía salían más de 150 000 toneladas anuales de productos agrícolas, con destino principalmente al Reino Unido. En 1911 se amplió el muelle de fruta en el puerto en unos 300 metros, convirtiéndose en el segundo más importante en exportación de cítricos de España, solo por detrás del puerto de Valencia.
En 1908 se unió a la red ferroviaria la línea Villena-Alcoy-Yecla (VAY) (1884-1969), propiedad de la "Compañía de Ferrocarriles Económicos de Villena a Alcoy y Yecla", conocida popularmente como el "Chicharra" (Xitxarra en valenciano). Prestó servicios desde el 24 de enero de 1893. En el año 1965 pasó a depender de los Ferrocarriles Españoles de Vía Estrecha (FEVE) hasta el 15 de abril de 1969 fecha en la que circuló el último tren. Además de la conexión mencionada con la compañía de Ferrocarriles de Villena a Alcoy y Yecla, compartiendo material e instalaciones según contrato firmado el 13 de octubre de 1908, en la estación de Gandía enlazaba con el ferrocarril Carcagente-Denia y este a su vez lo hacía con el de Denia a Alicante.

## Recorrido y estaciones

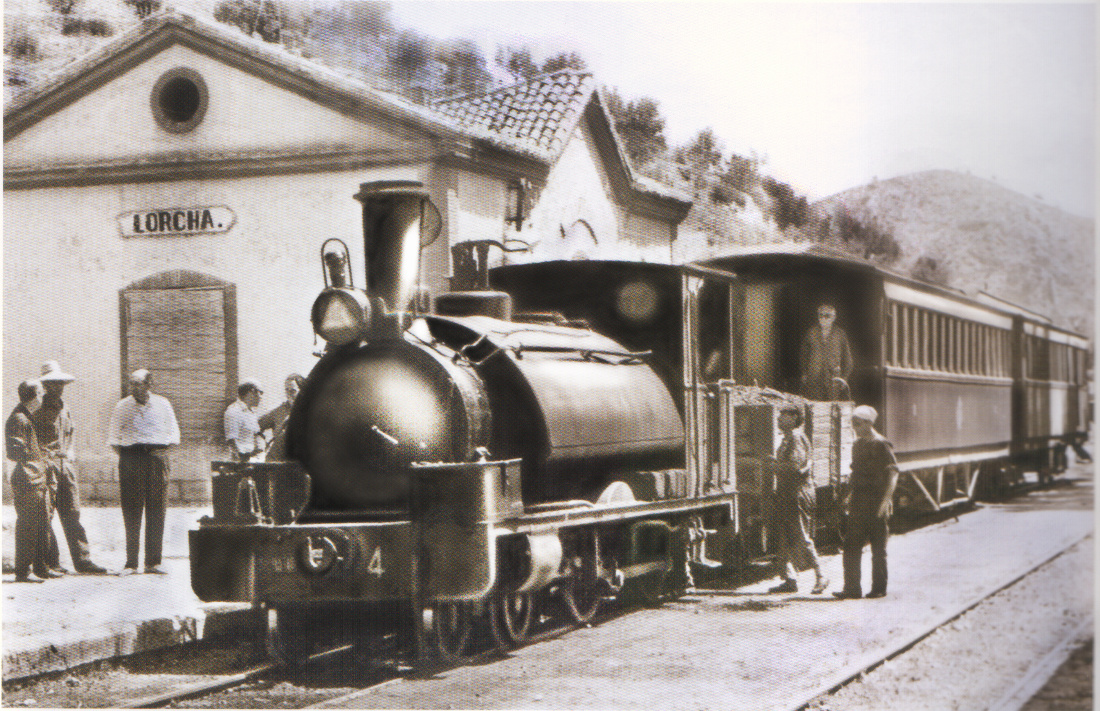
Locomotora Black Hawthorn en pruebas

Las estaciones de la línea respondían a un modelo unificado y se clasificaban en estaciones de primera clase, de tercera clase y apeaderos. El estilo arquitectónico de las estaciones de primera y tercera clase era el mismo, un módulo rectangular con techo a dos aguas. La distribución de huecos en las fachadas y de las dependencias interiores se  articulaban en torno a un vestíbulo central flanqueado por ambos lados por el resto de dependencias. Esta disposición permitía ampliar lateralmente el edificio en función de la categoría de la estación o, en su caso, de las necesidades del servicio. El edificio principal tenía vivienda para el jefe de estación, gabinete de circulación y taquilla, sala de espera y factoría. Las estaciones disponían de un edificio de viajeros, un muelle descubierto y cubierto, retretes y ocasionalmente depósitos de agua. Los apeaderos se incorporaron posteriormente y respondían a un modelo diferente a las estaciones, extremadamente sencillo.   

### Puerto de Gandía
Los barcos descargaban sus mercancías en los tinglados del puerto de Gandía, recientemente restaurados. Delante de ellos, existía una vía que conectaba con la estación exterior denominada 'Puerto', situada en la calle de La Ermita del Grao. La estación, de tercera clase, después del cierre fue utilizada como restaurante y después estuvo abandonada durante más de 20 años. Recientemente le han pintado la fachada, pero se ha cerrado completamente y no se le ha dado ningún uso.

### Gandía
El tren salía del puerto por las actuales vías del ferrocarril Grao-Gandía-Valencia y se dirigía hacia la ciudad por el camino de la Vía. Llegando a Gandía, entraba por las calles Benisuar y Jeresa, y luego seguía por los terrenos de la actual estación de Gandía-Valencia, enfrente de la cual se encontraba la estación de la línea Carcagente-Denia, llamada Estación del Norte, de la que queda solo el puente sobre el Serpis y el actual carril bici Gandía-Oliva.
Entre Gandía y el Grao se encontraban la mayoría de los servicios de la compañía: cocheras, talleres, almacenes, oficinas, básculas, grúas, depósitos y carboneras. En 1902 se trasladaron los talleres, depósitos y almacenes del puerto al recinto actual de la estación, donde estuvieron hasta la década de 1980, cuando fueron derribados para construir el actual parque de la Estación y las fincas adyacentes. El tren salía de Gandía por la actual calle Ferrocarril de Alcoy. A partir de 1962, hubo una parada en el cruce del Paso de les Germanías. A continuación, pasaba por la calle Rafelcofer del Raval y por la derecha del actual instituto María Enríquez, para cruzar el río Serpis por un puente metálico, el único de todo el recorrido que se conserva, adaptado al tránsito peatonal.
Desde 1983, la estación se ha reconvertido en biblioteca infantil. Se conservan parte de las estructuras de los depósitos de agua, adyacentes a la calle Magistrado Catalán. En Gandía también se encontraban las oficinas principales, en la calle San Francisco de Borja número 56.

### Almoines
El trazado de la vía pasaba por delante del cementerio de Gandía, siguiendo la actual carretera de circunvalación de Almoines, construida a finales de los años ochenta. El apeadero de Almoines era un edificio con una única planta cuadrada y techo de dos aguas. Fue construido gracias al enorme tráfico que generaba la producción de seda de la fábrica de Lombard. La estación es la sede del Museo del Tren, gestionado por la Asociación de Amigos del Ferrocarril Tren Alcoy-Gandía, formada en 2002 por antiguos ferroviarios, familiares y amigos, que han aportado la mayor parte de las piezas del museo. Junto a la estación apeadero hay un parque, con un circuito de vapor a escala, que recrea todo el trayecto de la línea, incluyendo la orografía, flora e infraestructuras de la época. También se conserva una locomotora de tipo "Pegasina" del año 1962, la última que fabricó la empresa valenciana Macosa. Propulsada con un motor Pegaso de 9 100 CC y 6 cilindros que funcionaban con 130 CV y que llegaba hasta los 50 km/h.

### Beniarjó
El tren salía de Almoines y se dirigía por la actual carretera durante un escaso kilómetro hasta Beniarjó. El apeadero es un edificio de dos plantas y techo de dos aguas, utilizado en la actualidad como biblioteca pública. Se construyó en 1904, tiene una estética similar a la de Almoines, diferente al resto de las del ferrocarril. Contaba con vivienda para el jefe de estación, taquilla y sala de espera, muelle de carga y urinarios. Al igual que en el caso de Almoines, se encuentra en buen estado de conservación.

### Potríes
El tren abandonaba Beniarjó y se metía por un camino entre bancales de naranjos, al otro lado de la carretera, hasta la pequeña estación de Potríes. Desaparecida hoy en día y situada en la actual calle de la Estación, al extremo oeste del pueblo y frente a un almacén de naranjas. Tenía planta rectangular y techo de dos aguas. Por la estación de Potríes se exportaban hasta 2 000 toneladas de baldosas y tejas. Desde Gandía, el precio de un billete de primera clase era de 1,7 pesetas. En Potríes solo se conservan los restos de una casilla de vía y obras situada frente al Molino Cañar, que ha perdido el techo y su estado es ruinoso.
La estación de Potríes figura en las Ordenanzas. Riegos del Río Alcoy (1927), donde se le asigna un derecho de aguada a partir de la Acequia Real de Alcoy, equivalente a 10 hanegadas.

### Villalonga
El tren iba paralelo a la actual carretera de Villalonga hasta pasar el azud d'En Carròs, momento en el cual giraba a la derecha junto a camino rural y llegaba a la estación de Villalonga. Se encontraba en el terreno que ocupa el actual instituto de secundaria Vall de la Safor. La estación, similar a la de Gandía, contaba con sala de espera y taquilla, urinarios, muelle de carga y carbonera.
En total salían de Villalonga unas 3 000 toneladas de productos, entre ellas el papel de la fábrica "Papeleras Reunidas SA", además de importar unas 1600 toneladas de otros materiales. La estación fue derruida y actualmente se ha intentado reconstruir un edificio de nueva planta similar al original.

### El Barranco del Infierno

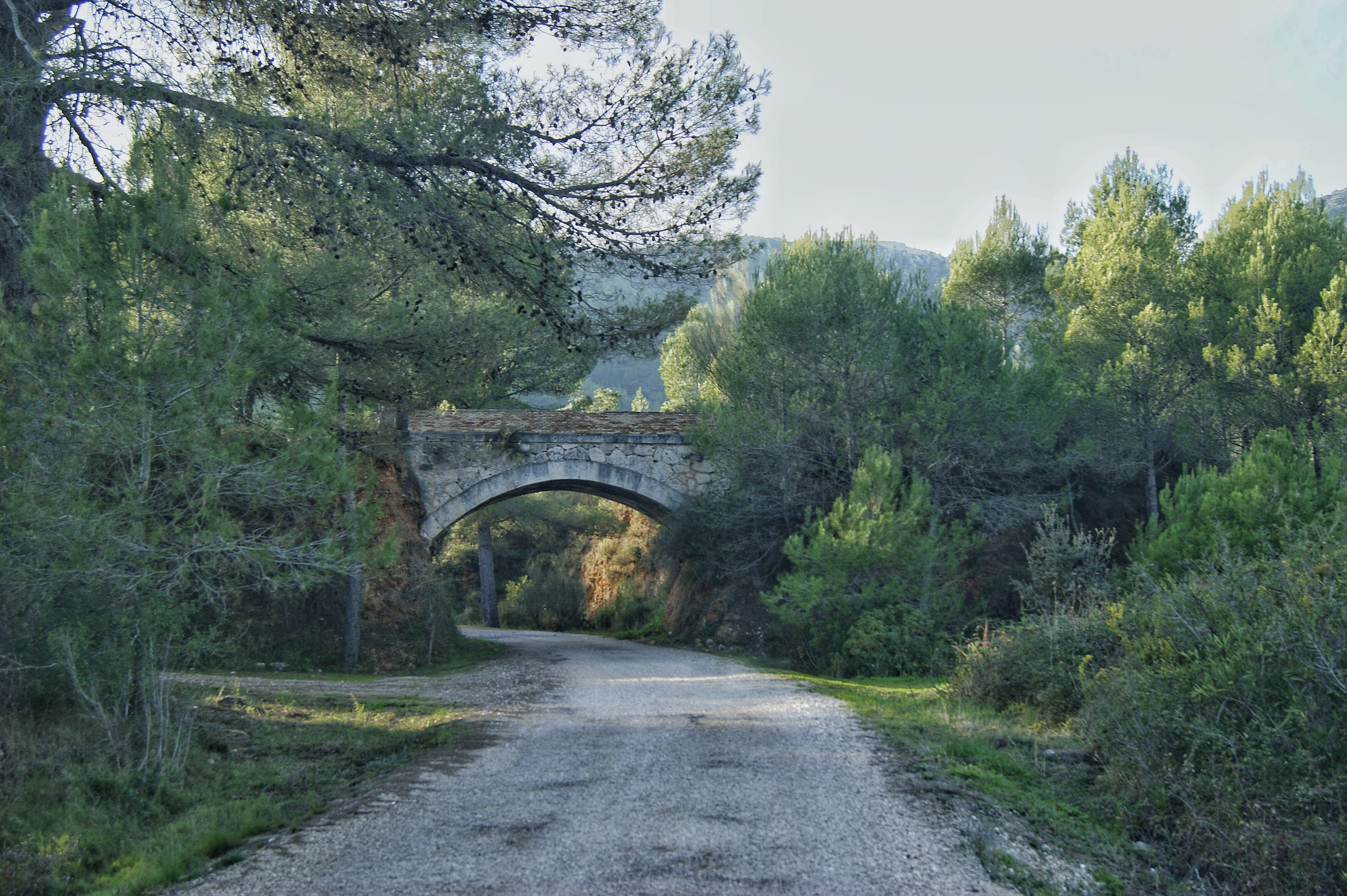
Puente sobre la antigua vía en el término de Lorcha

A partir de Villalonga, el tren cruzaba el tramo más espectacular de la ruta, el Barranco del Infierno o Racó del Duc, un trayecto de 12,8 kilómetros que se tardaba unos 40 minutos en recorrer. La locomotora se dirigía hacia la Reprimala y cruzaba el río por el antiguo puente de la partida de Tarrasó, donde pasaba junto a una caseta pequeña de mantenimiento muy cerca de la antigua fábrica o molino de la Reprimala. Cruzando de nuevo el río por un largo puente sobre el Serpis (solo se conservan los pilares), se adentraba por el desfiladero formado por el río Serpis entre las montañas de la Safor y la Cuta, donde estaba el mayor obstáculo afrontado por los ingenieros de la línea: el túnel de la Mina Larga, con 260 metros. 
Los caballos de la locomotora se quedaban cortos cuando tenían que subir los desniveles del Barranco del Infierno. El mayor esfuerzo de la locomotora implicaba más cantidad de carbón y humo, que entraba por las ventanas, y con el calor del verano era sofocante. Cuando atravesaba los primeros túneles, donde aún se encuentran los soportes de telégrafo con los que se comunicaban las estaciones, el calor y el humo eran insoportables. Por eso, se tuvieron que agujerear dentro del túnel diferentes respiraderos. Era habitual que los viajeros llegaran a Alcoy con la cara negra. 
Después de cruzar un par de túneles, el tren pasaba por las casillas del Racó del Duc y la de la Garrofera o Doble. Esta última utilizada por la brigada de mantenimiento del ferrocarril, algo más grande que la anterior del Racó del Duc e idéntica a la caseta de Potríes, donde vivían dos familias de operarios de vía y obras. Cuando pasaba por aquí la autovía de los Ferrocarriles de Villena a Alcoy y Yecla, hacía parada en la cueva de las Ratas, entre la caseta de Morú y la Garrofera. Por otro lado, cuando el tren se acercaba a la central del Racó del Duc reducía la velocidad para que los trabajadores de la fábrica de la luz descendieran o recogieran comida y otros bienes. Pero, un día uno de los trabajadores se engachó y murió arrastrado, por lo que esta práctica fue prohibida. Los trabajadores y familias de las centrales tenían que bajar hasta la parada del depósito, denominada Desfiladero.  
Actualmente, el monocultivo en la zona es de naranjos, pero en aquel tiempo la Garrofera y otros lugares del trazado estaban ocupados por algarrobos que daban hasta 3 000 sacos de algarrobas. Los propietarios alquilaban un tren que, en un par de viajes, se llevaban los sacos hacia Villalonga desde la caseta del Racó del Duc o hacia Lorcha desde la caseta de la Garrofera. El tren cruzaba el río pasando por otro puente, del que solo quedan los pilares, a la altura de la fábrica del Infierno. A menos de un kilómetro se situaba el depósito de agua del desfiladero y la casilla, que aún se conservan en relativo buen estado, donde los trenes ascendentes tenían que hacer una parada obligada para llenar la caldera de agua y prepararse para superar la cuesta final del Valle de Perputxent. La caseta del depósito acogía a dos operarios que trabajaban llenando el depósito con una bomba manual, hasta que se instaló un motor. A continuación seguía junto a la caseta del Moro y el azud del Horno o del Infierno y, tras pasar por la caseta de las Parras, a la orilla del azud del Horno, penetraba en el túnel número 4. Después de cruzar junto a la caseta de las Deveses llegaba a la estación de Lorcha, situada a los pies del Castillo de Perputxent.

### Lorcha

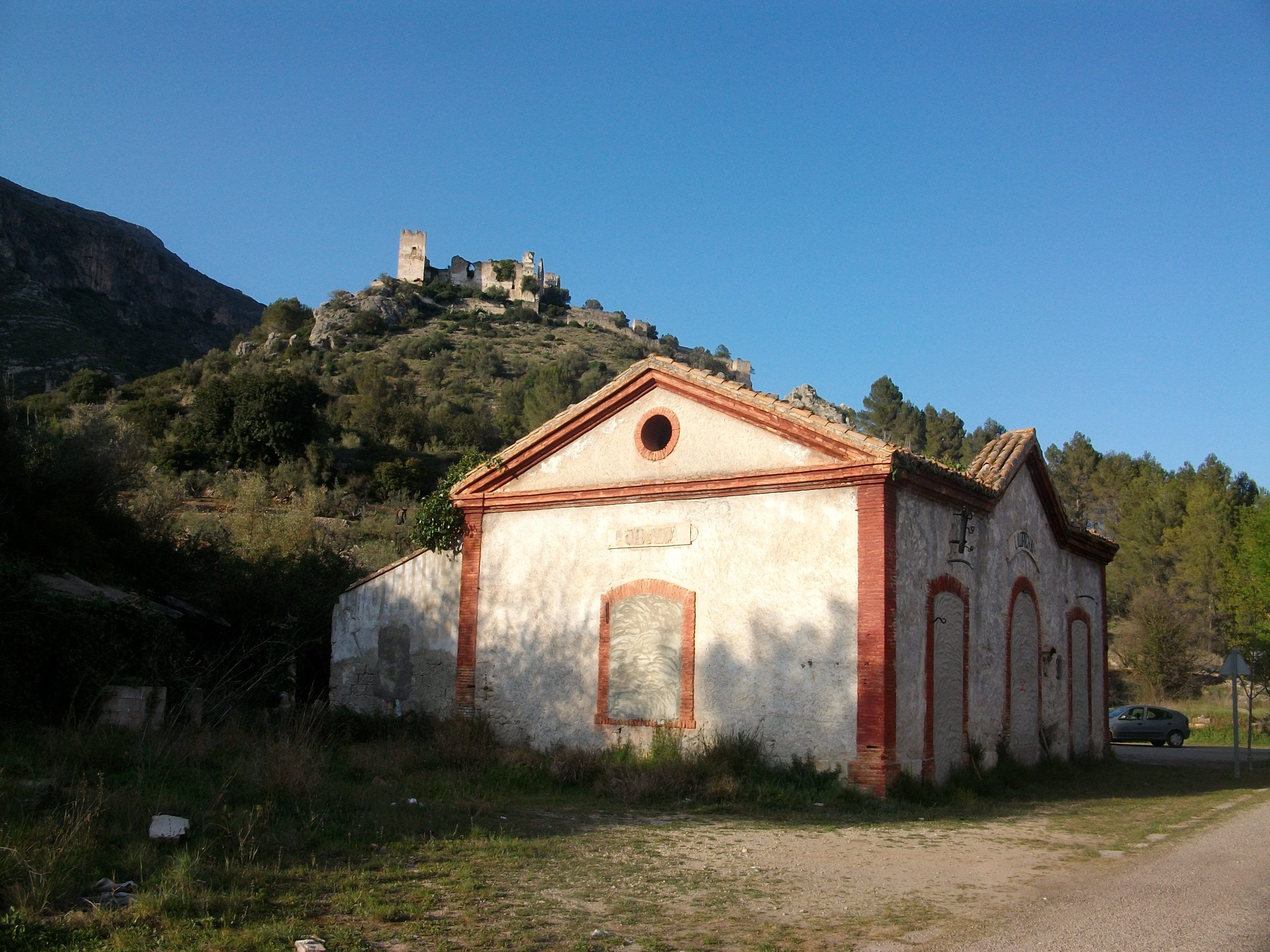
La estación de Lorcha en 2010

La llegada del tren a los pueblos del Condado de Cocentaina marcó un antes y un después en las vidas de sus habitantes, ya que sin el ferrocarril se hubieran encontrado incomunicados hasta que en 1930 se iniciara la construcción de la carretera de Muro de Alcoy. Gracias al tren, Lorcha podía dar salida a las más de 10 000 toneladas de papel, vino, aceite y otros productos agrícolas, mientras que importaba un millar de toneladas de diferentes productos.
El edificio, construido en 1894, en el primer cuarto del siglo XXI se encuentra en pie, pero completamente abandonado y carente de techo. Responde a la tipología conocida como "estaciones intermedias". Disponía de las instalaciones necesarias para el servicio de viajeros y de mercancías, y adyacente a la estación, y en paralelo al eje de las vías, se encontraban cantina, lavabos, depósito de agua y muelle de carga.
El edificio de la estación estaba construido en un estilo clasicista europeizante, con una concepción funcional que llevaba a reducir los gastos decorativos para mejorar la calidad de los materiales. Se trata de un único pabellón de planta rectangular con dos crujía paralelas a la fachada y el andén. Los muros son de mampostería. Es de una única planta baja, cubierta de teja plana longitudinalmente a dos aguas.

### Beniarrés
El tren abandonaba la estación de Lorcha y se dirigía a los pies del Benicadell, en dirección a Beniarrés, por un trayecto paralelo a la actual carretera, que varió su trazado original por el derrumbamiento del túnel número tres. Cruzando el túnel número dos se llegaba a Beniarrés, donde había una estación, hoy desaparecida, que estaba en la ubicación actual del CEIP Perputxent. Era una estación de tercera clase, como la de Lorcha, que contaba con una sala de espera y taquilla, muelle cubierto y descubierto, urinarios y depósito de agua. Desde Benierrés se exportaban unas 1200 toneladas anuales de vino y aceite y se importaban 500 de otros productos. El billete desde Gandía en primera clase costaba 4,85 pesetas. Tras el incremento de la demanda de carbón en Alcoy (60 000 toneladas anuales) y como consecuencia de la escasa potencia de las locomotoras para pasar el desnivel entre Villalonga y Lorcha, se cargaban tres o cuatro vagones como máximo, dejándolos en Beniarrés y volviendo a Gandía para cargar más. Una vez en Beniarrés, se enganchaban los seis o siete vagones y se continuaba el trayecto.

### Gayanes
Después de atravesar el desaparecido puente de hierro, el tren pasaba por una caseta del ferrocarril, recientemente restaurada, y llegaba a Gayanes. Era un apeadero, que ya no existe, situado a la entrada del pueblo desde Muro de Alcoy. Hoy en día es un parque infantil y se recuerda en forma de calle como Avenida de la Estación. El edificio, de planta cuadrada y techo a dos aguas, tenía una arquitectura sencilla, diferente al resto de estaciones y sin ningún elemento decorativo. Contaba con una ventana y dos puertas en la fachada principal, sala de espera y taquilla. 

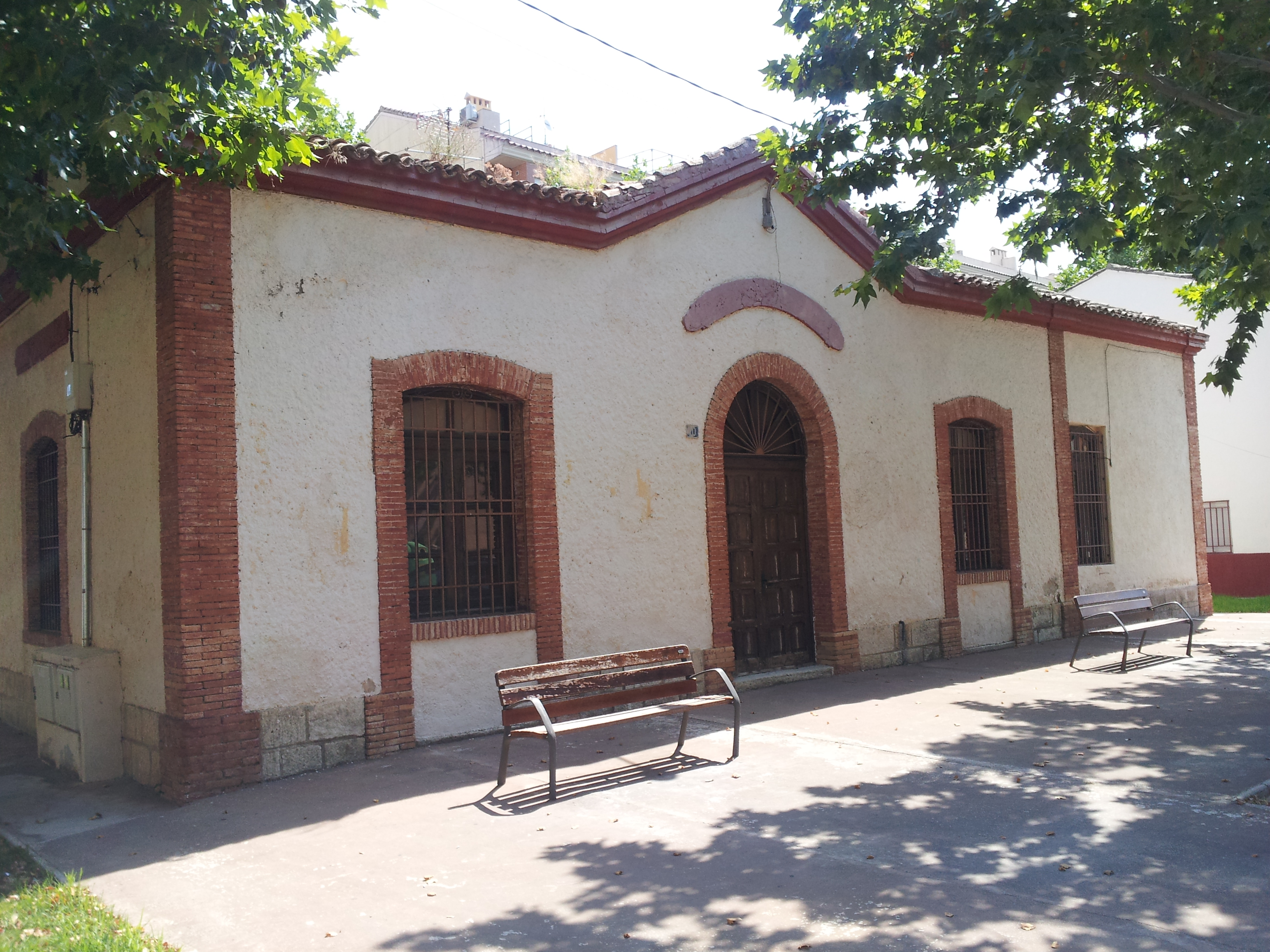
Edificio de la estación de Muro en 2013

### Muro
El tren atravesaba las tierras de Turballos y cruzaba el río Agres por el puente metálico de mayor longitud de la línea, hoy desmantelado. En Muro de Alcoy se cargaban unas 10 000 toneladas de vino y aceite y se descargaban hasta 2000 toneladas de diferentes productos. La estación, construida en 1893, contaba con taquilla y sala de espera, cantina, urinarios, muelle descubierto y cubierto, grúa, placa giratoria, báscula, depósito de agua y vivienda para el jefe de estación. Enfrente se inauguró en 1909 la estación de empalme con el VAY, Villena-Alcoy-Yecla. Se conservan en perfecto estado los edificios de la estación, la cantina y muelle cubierto. La estación, rehabilitada en 1990, en la actualidad es la sede del espacio cultural La Xafigà.

### Cocentaina
Siete minutos tardaba la locomotora en recorrer los 3,3 kilómetros que separaban Muro de Alcoy de Cocentaina. La estación de tercera clase, hoy desaparecida, se situaba en la actual Avenida del Ferrocarril y era conocida popularmente como l'Estació de Baix (la Estación de Abajo). Disponía de taquilla, almacén y vivienda para el jefe de estación. En el siglo XIX, la capital del Condado de Cocentaina disponía de una sólida industria donde destacaban las fábricas de papel y textil, de las cuales se exportaban hasta 18 000 toneladas, mientras que importaba unas 5 000 toneladas de diferentes materiales.

### Alcoy
A tan solo siete kilómetros y cruzando el túnel número 1, el tren accedía a la capital de la Hoya de Alcoy por la calle Denia y por la confluencia entre las avenidas de Játiva y del País Valenciano. Alcoy, que contaba en el siglo XIX con unos 42 000 habitantes, exportaba unas 40 000 toneladas de todo tipo de material textil, productos siderúrgicos y papel. Pero, la gran apuesta del ferrocarril por Alcoy evidentemente era por la importación del carbón para las fábricas y de materias primas para la industria textil, como algodón y tintes, hierro, productos químicos y agrícolas, hasta un total de 80 000 toneladas anuales.
La estación de Alcoy, situada en la actual Plaza de Al-Azraq, era de primera clase. Alcoy dispuso de una estación similar a la de Gandía, pero tras el acuerdo con el VAY, el AG ocupó el edificio inconcluso que había proyectado el VAY, muy diferente al resto de edificios de la línea. Con una única planta rectangular y una elegante y singular fachada, contaba con una sala de espera con taquilla y guarda equipaje, cantina, muelle descubierto, depósito de agua, placa giratoria, grúa, básculas, carboneras, almacenes, urinarios y vivienda para el personal de la compañía y jefe de estación. También, contaba con cocheras para realizar reparaciones de urgencia, ya que los talleres principales se encontraban en Gandía. El edificio, conocido como estació de Baix o del Xitxarra (estación de Abajo o del Chicharra), era cabecera del Alcoy-Gandía y a ella llegaban los trenes del Alcoy-Villena-Yecla mediante peaje. En la actualidad, la estación ha desaparecido y en su lugar se encuentra como recuerdo la locomotora número 2, "Villalonga". Al situarse a las afueras de la población, a un kilómetro y medio aproximadamente, se proyectó construir un tranvía que llegaría hasta la Plaza de España, pero el proyecto nunca se llevó a cabo.

## Cierre de la línea

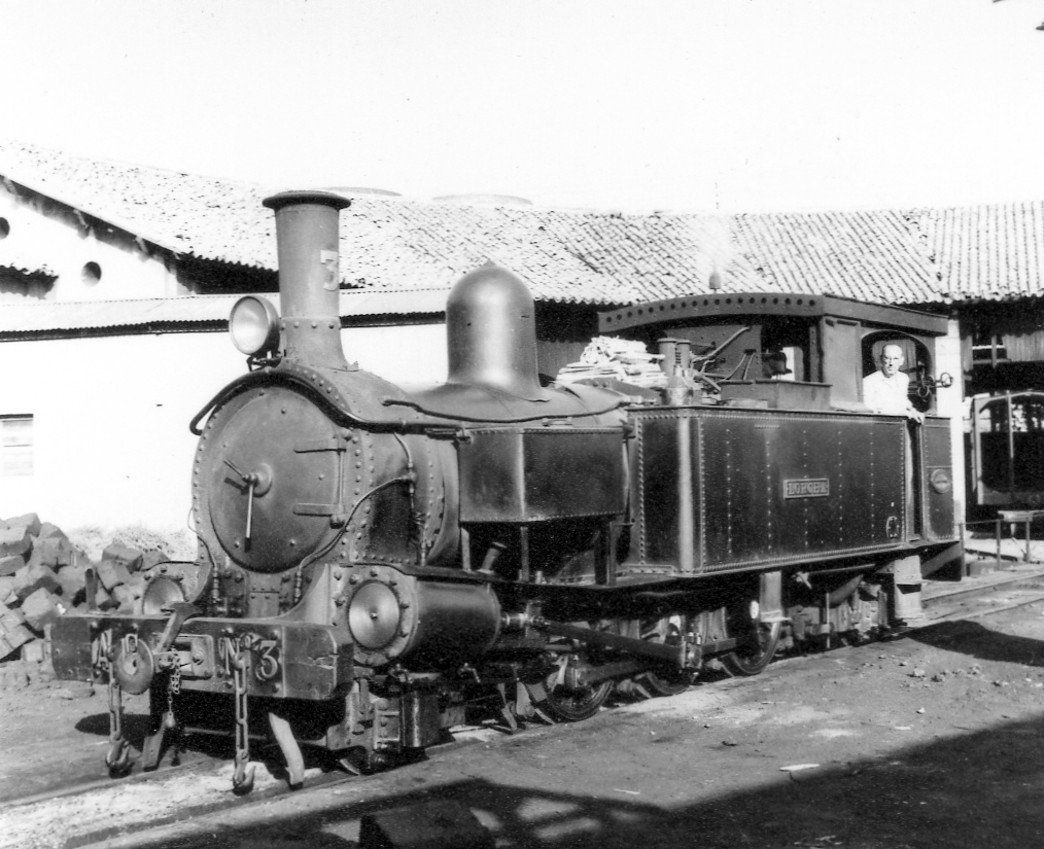
Locomotora número 3 del Ferrocarril Alcoy-Gandía

A pesar de una ligera parada en el crecimiento del transporte durante la Primera Guerra Mundial y sobre todo con la llegada de la electricidad a la industria alcoyana, en 1924 se alcanzó un récord en el transporte, con 95 000 toneladas. Durante la guerra civil española, las divisas que obtenía la República de las naranjas eran tan importantes para armar al ejército popular que, el 26 de febrero de 1937, a las 7:20 horas, tres S79 de la aviación italiana, aliada de la franquista, lanzaron 36 bombas de 50 kg sobre Gandía, el puerto y la estación. A pesar de que el puerto era propiedad de una firma británica, aún padeció 34 bombardeos más. Uno de ellos, en 1938, hundiría el vapor británico Dellwyn con 1500 toneladas de carbón. A finales de 1939, las bombas habían reducido la superficie útil del muelle de carga a solo 114 metros y la práctica totalidad de las casas del Grao de Gandía estaban destruidas.
Durante la Guerra, el ferrocarril tuvo un importante papel en el conocido estraperlo, con el que los viajeros intercambiaban productos por las ventanas de los vagones cuando se acercaban a las estaciones. Los estraperlistas se encontraban sincronizados para poder echar los fardos en lugares previamente pactados, o incluso tirarse del tren en marcha ante el aviso de llegada de la Guardia Civil.
La primera mitad del siglo XX supuso para la explotación económica del ferrocarril diferentes subidas y bajadas, aunque las dificultades financieras estuvieron siempre presentes. A pesar de la aparente recuperación durante la postguerra, gracias al elevado precio y la escasez de los derivados del petróleo, el ferrocarril se encontraba en declive pese a contar con una subvención estatal en 1940. Aun así, en el año 1948, el puerto pasó a manos del Estado.
A partir de los años sesenta, el ferrocarril de Alcoy se convirtió en tren turístico, que trasladaba a los vecinos de Alcoy y del interior hacia la playa de Gandía. Fue el último empujón, un breve período de bonanza que impulsó las primeras instalaciones turísticas en Gandía, favorecidas por las aglomeraciones de alcoyanos que iban a la playa y volvían a casa el mismo día. El tren se hizo tan popular que los alcoyanos hacían cola por la noche en la estación. Tan elevado fue el número de pasajeros que era frecuente que la gente bajara a empujar el tren entre Beniarrés y Lorcha. En 1963 se llegó al récord de 1200 viajeros en un día, situación que provocaba que fueran necesarias dos máquinas en los extremos para mover todo el tren o utilizar vagones de mercancías o incluso ir desenganchando vagones en una estación para volver a por ellos desde la siguiente estación.
La popularización de los turismos (de 44 628 turismos en 1963 se pasó en tan solo seis años a 180 786) y el auge del Seat 600, conjuntamente con el declive del carbón, puso fin a una línea que en 1965 pasaría a depender de Ferrocarriles Españoles de Vía Estrecha (FEVE). También, se había abolido el anterior sistema de subvenciones a fondo perdido para los ferrocarriles de vía estrecha. El Gobierno no asumió la modernización de una línea que ya se encontraba completamente obsoleta, por lo que decidió clausurarla tanto por su baja rentabilidad como por el riesgo hacia los usuarios por el estado de las instalaciones (las locomotoras, aún de vapor, tenían 76 años). Evidentemente, la presión de los planes urbanísticos también tenía un buen peso, ya que las vías ocupaban terrenos valiosos en medio de los pueblos. Alcoy, Cocentaina y Gandía ya no querían el tren.
Traspasada la línea a FEVE en 1965, se cerró en 1969. El 15 de abril de dicho año, con tan solo 10 viajeros en su interior, circuló el último tren entre Gandía y Alcoy. La suerte del VAY tampoco fue mejor, ya que en sus últimos años de funcionamiento solo había un servicio diario.
Diez días después del último viaje, el Boletín Oficial de la Provincia de Alicante publicaba el anuncio de subasta pública de la retirada de las vías e instalaciones fijas del ferrocarril por 8 millones de pesetas. Se echó a los 76 trabajadores de Alcoy-Gandía y a los 212 del VAY. Lo que a día de hoy sería una catástrofe, en aquel entonces, entre prejubilaciones y recolocaciones, no fue más que una anécdota. Los casi 70 años de relaciones entre las distintas localidades se rompieron y los pueblos del sur del Condado de Cocentaina quedaron casi aislados. Lorcha y Villalonga, tan cerca uno de otro, quedaron separados por más de 40 kilómetros de carretera. Muchas empresas que dependían indirectamente del ferrocarril cerraron. Gandía se quedó sin ninguna línea, excepto la de Denia, ya que el tramo entre Carcagente y Gandía también se cerró el mismo año. En 1972 llegó el primer tren desde Valencia y sólo dos años después se cerraría la línea Gandía-Denia, con la promesa de que volvería a abrir ampliando la línea a vía ancha.

## Posteriormente al cierre de la línea

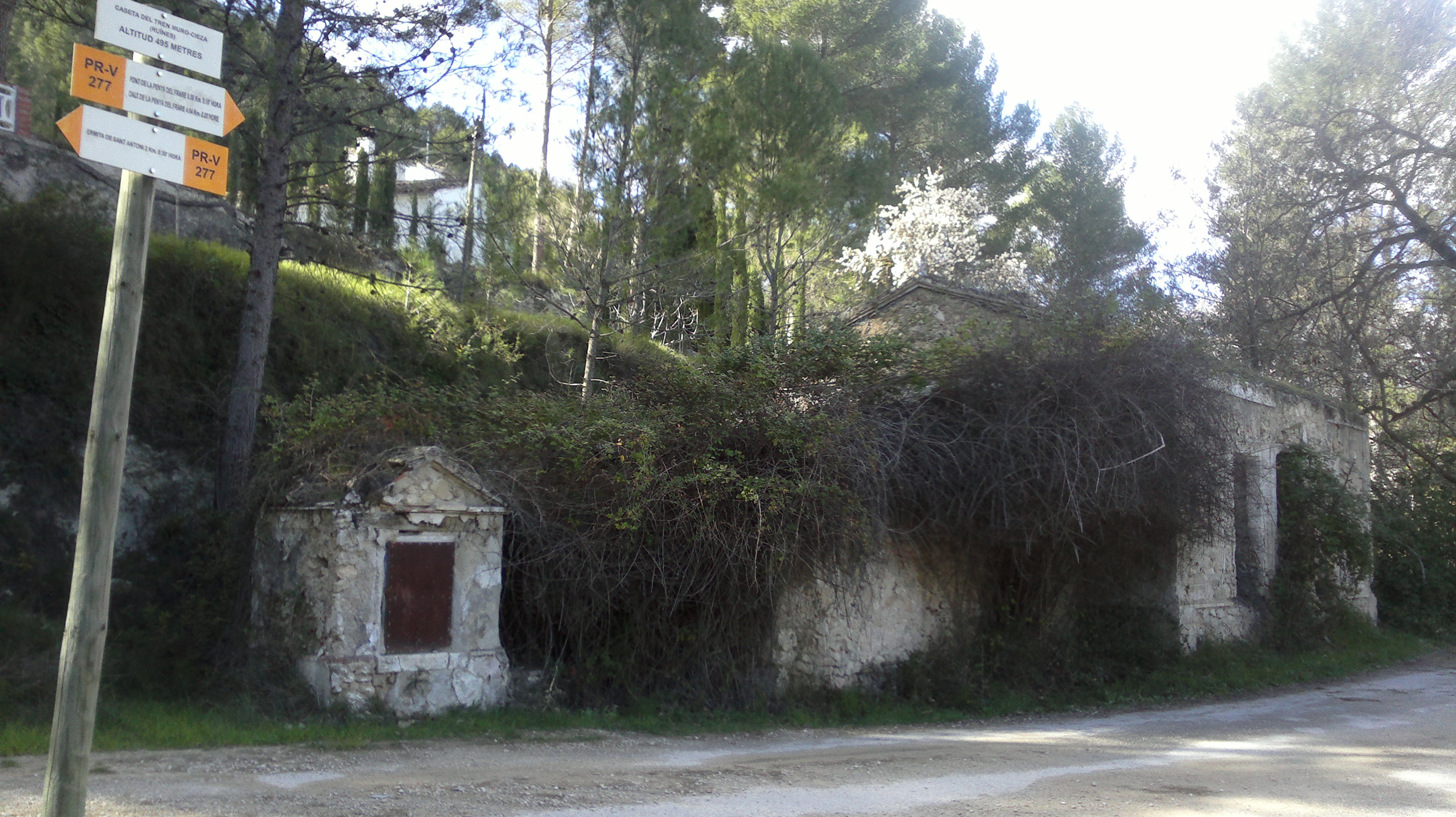
Antiguo trazado de la línea en una zona rural de Muro, en una fotografía de 2013

A inicios del siglo XXI, las estaciones y apeaderos de Gandía, Almoines, Beniarjó y Muro de Alcoy se encontraban en perfecto estado de conservación y han sido aprovechadas como centros culturales, bibliotecas o museos. Mientras que las de Grao y Lorcha se encuentran en su lugar original pero completamente abandonadas. Por otro lado, las estaciones de Alcoy, Cocentaina, Gayanes, Beniarrés, Villalonga y Potríes han desaparecido.
De los doce puentes iniciales, solo el de Gandía-Almoines se conservaban en el estado original y es transitable, mientras que de los puentes de la Reprimala, del Infierno, de Beniarrés y del río Agres en Muro de Alcoy, solo quedan los pilares de piedra. El hierro se desmontó en los años setenta.
Tampoco queda ningún paso a nivel con caminos y carreteras. De las numerosas casetas de mantenimiento y apeaderos que había, solo se conserva la de Tarrasó de Villalonga en buen estado. Todas las del Barranco del Infierno se encuentran enteras pero sin techo. La de Gayanes está restaurada y la de Beniarrés es de propiedad privada. También, se conservan algunos andenes, como el del Grao de Gandía, así como los depósitos de agua del Barranco del Infierno y de la Estación de Gandía. 
De la vía férrea solo se ha conservado el ramal entre Gandía y el Grao, que en 1974 fue utilizado para el ramal Silla-Gandia y después de años en desuso sería reutilizado como conexión con Valencia y Madrid. 

De la maquinaria se conserva la locomotora número 2 "Villalonga", construida en 1890 por Beyer Peacock con el número de fábrica 3276. Fue instalada en los años ochenta del siglo XX en la Plaza de Al-Azraq de Alcoy, donde se encontraba la estación terminal de la línea. Esta locomotora funcionó ininterrumpidamente durante 76 años y según consta solo tuvo una gran reparación en 1931. 

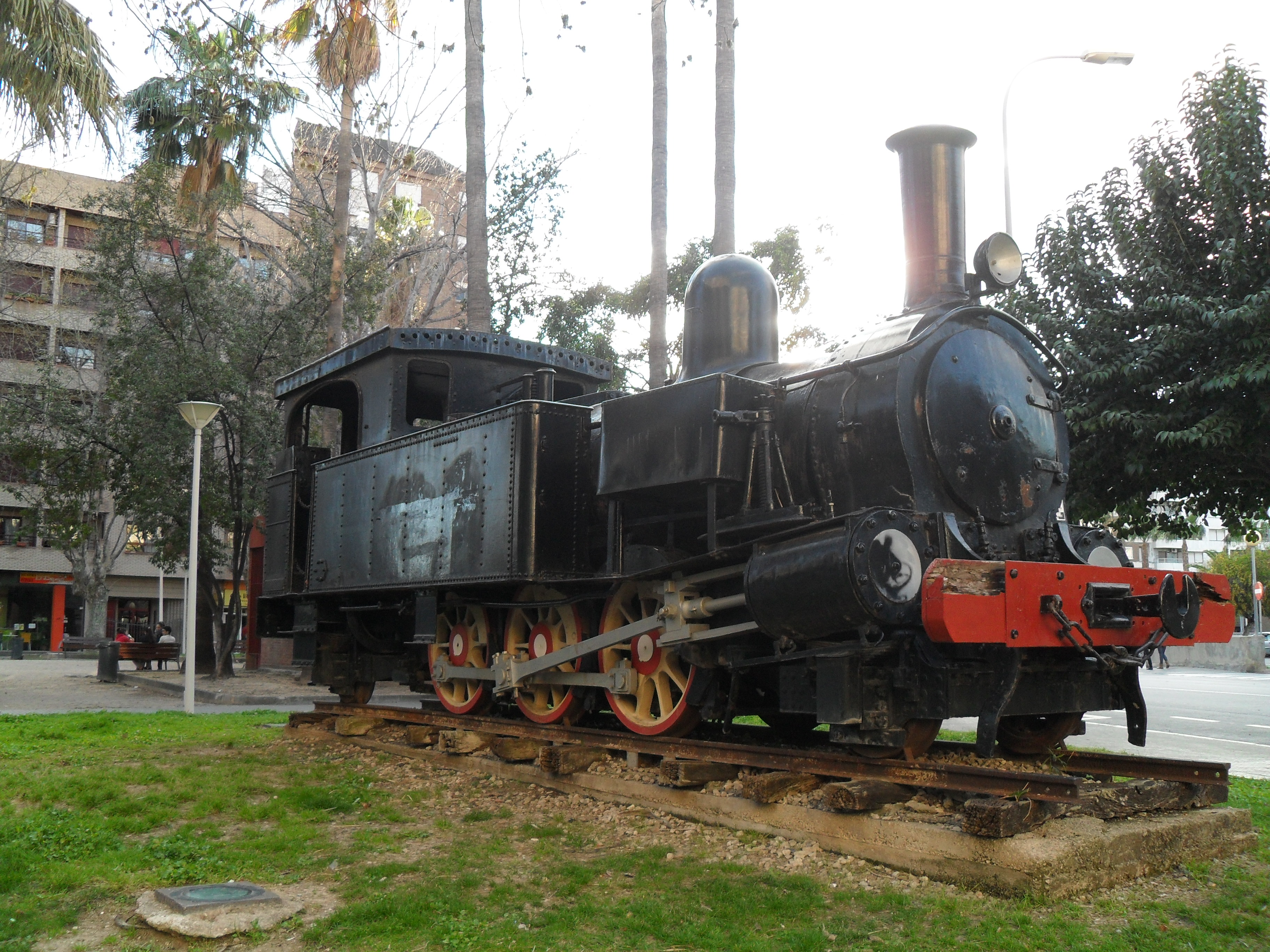
Antigua locomotora Alcoy-Gandia frente a la estación de ferrocarril de Gandía

Las locomotoras número 4 "Beniarrés" y la número 8 "Alcoy" fueron vendidas a la factoría de los Altos Hornos de Vizcaya en Sagunto en 1947 por 480 000 pesetas, pasando a llamarse "Alicante" y "Alcoy" respectivamente. La número 9 "Almoines" fue vendida a la VAY en 1920.
Al contrario que la "Villalonga", la locomotora número 7 "Cocentaina", construida en 1891 por Beyer Peacock con el número de fábrica 3282, solo funcionó hasta febrero de 1931 con 104 882 kilómetros. Como nunca había pasado ninguna revisión ni reparación su estado era crítico. Fue tasada en 65 000 pesetas de cara a una posible venta. El Ayuntamiento de Gandía la adquirió y la ubicó en la década de 1980 en el Parque de la Estación de Gandía, delante de la antigua estación y desde 1983 biblioteca infantil.
De la línea Carcagente-Denia sólo queda el puente sobre el Serpis y el carril bici Gandía-Oliva, con la promesa de un tren Gandía-Denia que nunca llega. La antigua estación fue destruida para construir la calle Marqués de Campo.
La Generalidad Valenciana declaró en 2007 el entorno del Barranco del Infierno "Paraje Protegido". 
Existe desde hace muchos años un proyecto de vía verde que aún no se ha llevado a cabo. Por otro lado, el trayecto del VAY se recuperó parcialmente en 2004 como la vía verde del Chicharra.